# Diamond of Istanbul
Le Diamond of Istanbul est un gratte-ciel en construction dans le quartier de Maslak à Istanbul (Turquie). La construction est actuellement[Quand ?] arrêtée.